# Fathi Kameel
Fathi Kameel Matar Marzouq (1955. május 23. –) válogatott kuvaiti labdarúgó.
A kuvaiti válogatott tagjaként részt vett az 1980-as moszkvai olimpián és az 1982-es spanyolországi világbajnokságon.